# Le Garçon de gutta-percha
Le Garçon de gutta-percha («Гуттапе́рчевый ма́льчик») est un récit de l'écrivain russe Dmitri Grigorovitch publié en 1883 dans le journal Niva (n° 1-3). La première édition date de 1884 chez Adolf Marx à Saint-Pétersbourg.
Cette histoire est qualifiée d'« œuvre la plus réussie des œuvres postérieures de l'écrivain », écrite « d'une manière qui rappelle les œuvres réalistes de Grigorovitch des années 1840 et du milieu des années 1850 »,.
Cette nouvelle a été traduite en français sous le titre Le Garçon de caoutchouc en 1885 pour La Revue universelle internationale.

## Sujet
L'action se déroule sur une journée. Le cirque qui se produit à Saint-Pétersbourg pendant les fêtes de Mardi Gras se produit en matinée et en soirée. Le directeur du cirque est inquiet car la neige tombe fortement et cela risque de dissuader les spectateurs.Les numéros des artistes sont les suivants : le clown préféré du public, Edwards, la jeune écuyère Amalia qui se produit à cheval, l'acrobate Becker qui se produit avec un garçon-gymnaste, Petia, fluet et âgé de huit ans. Sur les affiches, il est appelé le « garçon gutta-percha » car il est hyperflexible. Néanmoins, Petia n'est pas tant un gutta-percha qu'un garçon malheureux. Sa mère, la Tchoukhonka Anna, travaillait comme cuisinière et blanchisseuse et a donné naissance à Pétia, fruit d'un court mariage avec un soldat russe qui est mort à l'armée, et lorsque l'enfant a eu cinq ans, Anna est morte. Il a été élevé par une amie d'Anna, Varvara, qui ensuite l'a laissé en apprentissage auprès de Becker, un acrobate allemand. Becker se comporte durement avec Pétia en lui enseignant les tours de gymnastique. Le clown Edwars, quant à lui, éprouve de la sympathie envers Pétia et essaye de le protéger.
En parallèle, la riche famille pétersbourgeoise du comte Listomirov est l'une des plus riches de la capitale. Il y a trois enfants: Vérotchka, âgée de huit ans et sa petite sœur Zizi, et leur frère Paf; ils rêvent tous les trois d'aller assister à une séance du cirque, qu'on leur a promise s'ils sont sages. Vérotchka prend une affiche chez ses parents et lit à haute voix a liste des numéros et les enfants sont très intéressés par ce « garçon gutta-percha », et ils se perdent en conjectures pour savoir de quoi il retourne. Finalement malgré la tempête de neige, on emmène les enfants au cirque. Ils assistent à la première partie du spectacle, et après l'entracte Becker paraît dans l'arène avec une longue barre qu'il tient verticalement à la ceinture. Petia grimpe sur la barre et montre ses tours de gymnastique. Au cours du dernier d'entre eux, il s'effondre et tombe au sol. Il est emporté et le public quitte le cirque. Véra est extrêmement choquée, mais elle et les autres enfants parviennent à être mis au lit. Petia, enveloppée de bandages, est allongé sur un matelas dans le couloir du cirque, et seul Edwards, qui a fait une crise de boulimie, s'approche parfois de lui. Petia meurt et le numéro avec le « garçon gutta-percha » n'apparaît plus sur l'affiche.

## Filmographie
Ce récit de Grigorovitch a été porté deux fois à l'écran; une première fois pour le cinéma muet russe en 1915 Le Garçon gutta-percha, réalisé par Vladimir Kassianov et la seconde fois avec un film en couleurs sorti en 1957 de Vladimir Guerassimov, sous le même titre.

## Source de la traduction
- (ru) Cet article est partiellement ou en totalité issu de l’article de Wikipédia en russe intitulé « Гуттаперчевый мальчик (повесть) » (voir la liste des auteurs).